# Coupe de France de futsal 2017-2018
Navigation
2016-2017 2018-2019
La Coupe de France de futsal 2017-2018 est la vingt-quatrième édition de la compétition et se déroule en France entre février et mai 2018 pour la phase finale.
Le Kremlin-Bicêtre (D1) remporte sa troisième Coupe nationale après ses victoires en 2014 et 2016, face au surprenant FS Mont D'Or (R1). Comme lors de l'édition précédente, un club de niveau régional atteint la finale.

## Déroulement
La compétition se joue en tournoi à élimination directe. Les treize clubs de Division 1 entrent dans la compétition au stade des 32es de finale. Les clubs de D2 entrent en lice pour les finales régionales (organisés par chaque ligue régionale).
Le tirage au sort a lieu entre chaque tour national, sauf pour les demi-finales. Le tableau des demi-finales est défini lors du tirage des quarts.
| Tour                | Tirage au sort      | Rencontres               | Participants |
| ------------------- | ------------------- | ------------------------ | ------------ |
| Tours qualificatifs |                     |                          |              |
| Finales régionales  |                     | dimanche 14 janvier 2018 | ? + 19 D2    |
| 32es de finale      |                     | samedi 10 février        | 51 + 13 D1   |
| 16es de finale      | mercredi 14 février | samedi 3 mars            | 32           |
| 8es de finale       | mercredi 7 mars     | samedi 24 mars           | 16           |
| Quarts de finale    | mercredi 28 mars    | samedi 14 avril          | 8            |
| Demi-finales        | mercredi 28 mars    | samedi 28 avril          | 4            |
| Finale              | -                   | samedi 19 mai            | 2            |

## Finales régionales
Les clubs de Division 2 intègrent la compétition en finale régionale, dernier tour local organisé par chaque ligue régionale de football. Les clubs évoluant dans les championnats de Régional 1 doivent obligatoirement s'inscrire à la compétition et sont intégrés aux tours précédents. Les clubs des autres divisions régionales, ceux évoluant en district ou les clubs de football n'ayant pas d'équipe inscrite dans un championnat de futsal peuvent également participer.
Selon le nombre d'équipes inscrites, celui de qualifiés varie de une équipe à six pour chaque ligue. Ainsi, les Ligues corse et la Centre-Val de Loire n'ont qu'un qualifié tandis que quatre ligues en ont six, cela sans compter les clubs de Division 1 qui entrent au tour suivant.
À l'issue des finales régionales, voici les 51 clubs qualifiés :
- Auvergne-Rhône-Alpes (6) :
  - Le Bourget du Lac (d),
  - FC Chavanoz (R1),
  - Futsal Lac d'Annecy (R1),
  - Vénissieux-Minguettes (D2),
  - Amateur Lyon fidésien (R1),
  - Futsal Mont d'Or (R1) ;

- Bourgogne-Franche-Comté (5) :
  - FC Dijon Clénay (D2),
  - Sporting Besançon (R1),
  - US Joigny (d),
  - Team Montceau (R1),
  - Sporting Lure (R1) ;

- Bretagne (4) :
  - TA Rennes (R1),
  - Vannes Ria (R1),
  - SC Le Rheu (d),
  - Stade brestois 29 (d) ;

- Centre-Val de Loire (1) :
  - FCO Saint-Jean-de-la-Ruelle (R1) ;

- Corse (1) :
  - USJ Furiani (D2) ;

- Grand-Est (6) :
  - Reims Métropole (D2),
  - Behren Futsal (R1),
  - ES Fameck (football R2),
  - Strasbourg Neuhof (D2),
  - Kingersheim Futsal (D2),
  - Hautepierre Strasbourg (R1) ;

- Hauts-de-France (6) :
  - Lille Faches Football (D2),
  - AS Avion Futsal (R1),
  - AS basséenne Futsal (R1),
  - Roubaix Futsal (R1),
  - Libercourt Futsal (R2),
  - Douai Gayant Futsal (D2) ;

- Méditerranée (3) :
  - Avenir sportif Toulon (R1),
  - Marseille St-Henri (R1),
  - Mandelieu SC (d) ;

- Normandie (3) :
  - Hérouville Futsal (D2),
  - ES Troarn (R1),
  - Guérinière Caen (D2) ;

- Nouvelle-Aquitaine (3) :
  - USC Pessac (R1),
  - Girondins Futsal (R1),
  - AJF Bordeaux (R1) ;

- Occitanie (3) :
  - Plaisance All-Stars (D2),
  - Toulouse Métropole (R1),
  - Beaucaire Futsal (D2) ;

- Paris Île-de-France (6) :
  - Neuilly/Marne Futsal (R2),
  - Espace Jeunes CH (R3),
  - Évry Diamant (R1),
  - SC Marcouville (R3),
  - ACCES FC (D2),
  - Paris Lilas (R2) ;

- Pays de la Loire (4) :
  - Étoile lavalloise FC (D2),
  - Le Mans Dream Team (R1),
  - Nantes C'West (D2),
  - As Laval Nord (R1).

Quatre clubs de Division 2 sont éliminés à leur entrée en lice pour ces finales régionales : le Paris Métropole, Champs FC et l'AS Bagneux Futsal, par des clubs de niveau inférieur, ainsi que Pfastatt Futsal dans le seul duel entre clubs de D2 face à Neuhof Strasbourg.

## Phase nationale

### 32esde finale
Six des treize équipes de Division 1 sont éliminées dès leur entrée en lice lors des 32es de finale disputés samedi 10 et dimanche 11 février.
Deux formations de Régional 1 réalisent les exploits de ce tour, en éliminant deux clubs de l’élite. À domicile, Roubaix FA remporte le derby contre Roubaix AFS (8-6), tandis que le FCO Saint-Jean-de-la-Ruelle s’impose face à Béthune Futsal (8-7).
Trois autres équipes de D1 sont éliminées à l’extérieur par des formations de Division 2 : Montpellier MF par Beaucaire Futsal (5-2), Bastia AF par Caen Guérinière (4-2) et le FC Picasso par Clénay FCVN (8-4). La seule rencontre entre pensionnaires de D1 et autre derby, UJS Toulouse-Bruguières SC, est disputée et tourne en faveur des Toulousains (3-3 t. a. b. 3-2).
Le tenant du titre et alors leader de son groupe de D2, l'ACCES Villeneuve-la-Garenne, se qualifie à l'extérieur (4-0) chez Rennes TA.
| Résultats des 32es de finale, | Résultats des 32es de finale, | Résultats des 32es de finale, | Résultats des 32es de finale, | Résultats des 32es de finale, | Résultats des 32es de finale, |
| Groupe                        | Date                          | Heure                         | Domicile                      | Score                         | Extérieur                     |
| ----------------------------- | ----------------------------- | ----------------------------- | ----------------------------- | ----------------------------- | ----------------------------- |
| A                             | samedi 10 février 2018        | 14:00                         | Mandelieu SC 2 rue (3)        | 10-9                          | USJ Furiani (D2)              |
| A                             | samedi 10 février 2018        | 16:00                         | Lyon Amateur futsal (R)       | 3-7                           | Toulon Élite Futsal (D1)      |
| A                             | samedi 10 février 2018        | 16:00                         | Futsal Lac Annecy (R)         | 7-11                          | Plaisance All Stars (D2)      |
| A                             | samedi 10 février 2018        | 16:00                         | UJS Toulouse (D1)             | 3-3 t. a. b. 3-2              | Brugnières SC (D1)            |
| A                             | samedi 10 février 2018        | 16:00                         | Le Bourget du Lac (3)         | pénalité                      | Toulouse Métropole (R)        |
| A                             | samedi 10 février 2018        | 16:00                         | FS Mont D'Or (R)              | 11-5                          | Saint-Henri FC (R)            |
| A                             | samedi 10 février 2018        | 16:00                         | Toulon Avenir Sportif (R)     | 4-1                           | FC Chavanoz (R)               |
| A                             | mardi 30 janvier 2018         | 20:30                         | Beaucaire Futsal (D2)         | 5-2                           | Montpellier Méditerranée (D1) |
| B                             | samedi 10 février 2018        | 16:00                         | Hérouville Futsal (D2)        | 8-10                          | Garges Djibson (D1)           |
| B                             | samedi 10 février 2018        | 16:00                         | Rennes TA (R)                 | 0-4                           | ACCES FC (D2)                 |
| B                             | samedi 10 février 2018        | 16:00                         | Girondins futsal (R)          | 8-3                           | AS Laval Nord (R)             |
| B                             | samedi 10 février 2018        | 16:00                         | AJ Futsal Bordeaux (R)        | 1-4                           | Sporting Club de Paris (D1)   |
| B                             | samedi 10 février 2018        | 16:00                         | Nantes Métropole (D1)         | 3-2                           | Étoile lavalloise FC (D2)     |
| B                             | samedi 10 février 2018        | 16:00                         | Le Mans Dream Team (R)        | 5-9                           | Nantes C'West (D2)            |
| B                             | samedi 10 février 2018        | 18:30                         | SC Le Rheu (3)                | 2-7                           | USC de Pessac (R)             |
| B                             | samedi 10 février 2018        | 21:00                         | Stade brestois 29 (3)         | 2-10                          | Vannes Ria futsal (R)         |
| C                             | samedi 10 février 2018        | 16:00                         | Avion Futsal (R)              | 7-4                           | Reims Métropole (D2)          |
| C                             | samedi 10 février 2018        | 16:00                         | Caen Guérinière Futsal (D2)   | 4-2                           | Bastia Agglo Futsal (D1)      |
| C                             | samedi 10 février 2018        | 16:00                         | Roubaix FA (R)                | 8-6                           | Roubaix AFS (D1)              |
| C                             | samedi 10 février 2018        | 16:00                         | Diamant Futsal Évry (R)       | 9-7 a. p.                     | Libercourt Futsal (R)         |
| C                             | samedi 10 février 2018        | 16:00                         | Paris Lilas Futsal            | 3-5                           | Sport Cœur Marcouville (R)    |
| C                             | samedi 10 février 2018        | 16:00                         | ES Troarn futsal (R)          | 5-7                           | Orchies Douai Futsal (D2)     |
| C                             | samedi 10 février 2018        | 17:00                         | FCO St-Jean-de-la-Ruelle (R)  | 8-7                           | Béthunes Futsal (D1)          |
| C                             | samedi 10 février 2018        | 18:30                         | La Bassée Futsal (R)          | 2-4                           | AJM Faches-Thumesnil (D2)     |
| D                             | samedi 10 février 2018        | 14:00                         | FCVN Clénay (D2)              | 8-4                           | FC Picasso (D1)               |
| D                             | samedi 10 février 2018        | 16:00                         | ES Fameck (3)                 | 3-7                           | Espace Jeune Paris (R)        |
| D                             | samedi 10 février 2018        | 16:00                         | Neuilly/Marne Futsal AC (R)   | 10-4                          | SC Lure (R)                   |
| D                             | samedi 10 février 2018        | 18:00                         | FC Kingersheim (D2)           | 6-11                          | Paris ACASA (D1)              |
| D                             | dimanche 11 février 2018      | 14:00                         | US Joigny (3)                 | 5-4                           | Sporting Futsal Besançon (R)  |
| D                             | dimanche 11 février 2018      | 16:00                         | Kremlin-Bicêtre (D1)          | 3-1                           | Minguettes Vénissieux (D2)    |
| D                             | dimanche 11 février 2018      | 16:30                         | Team Montceau Foot (R)        | 4-5                           | Stockfeld Futsal (R)          |
| D                             | reporté sans date             | reporté sans date             | SF Behren (R)                 | forfait                       | CS Hautepierre STRG (R)       |

Les clubs suivis de « (3) » évoluent au niveau départemental ou ne dispute pas de championnat de futsal.

### 16esde finale
Tenant du trophée, l'ACCES Futsal est éliminé par Garges Djibson (4-6), finaliste en 2015 et 2016, dans le choc des seizièmes de finale. 
Roubaix FA, quadruple vainqueur de la Coupe, voit son parcours s'arrêter face à Faches Thumesnil (5-6). 
Il y a quelques résultats inattendus puisque trois clubs régionaux s'imposent face à des nationaux : le Futsal Saône Mont d'Or, le Toulouse Futsal et le Toulon Avenir Sportif disposent respectivement de Beaucaire Futsal, Plaisance All Stars Futsal et de l'UJS Toulouse. 
| Résultats des 16es de finale, | Résultats des 16es de finale, | Résultats des 16es de finale, | Résultats des 16es de finale, | Résultats des 16es de finale, | Résultats des 16es de finale, |
| Groupe                        | Date                          | Heure                         | Domicile                      | Score                         | Extérieur                     |
| ----------------------------- | ----------------------------- | ----------------------------- | ----------------------------- | ----------------------------- | ----------------------------- |
| A                             | samedi 10 mars 2018           | 18h00                         | Mandelieu SC 2 rue (3)        | 3-4                           | Toulon Élite Futsal (D1)      |
| A                             | samedi 3 mars 2018            | 16h00                         | Toulouse Métropole (R)        | 4-3                           | Plaisance All Stars (D2)      |
| A                             | samedi 3 mars 2018            | 16h00                         | FS Mont D'Or (R)              | 7-6 a. p.                     | Beaucaire Futsal (D2)         |
| A                             | samedi 3 mars 2018            | 17h00                         | Toulon Avenir Sportif (R)     | 4-1                           | UJS Toulouse (D1)             |
| B                             | samedi 3 mars 2018            | 16h00                         | ACCES FC (D2)                 | 4-6                           | Garges Djibson (D1)           |
| B                             | samedi 3 mars 2018            | 16h00                         | Girondins futsal (R)          | 4-6                           | Nantes C West (D2)            |
| B                             | samedi 3 mars 2018            | 16h00                         | USC de Pessac (R)             | 0-5                           | FCO St-Jean-de-la-Ruelle (R)  |
| B                             | samedi 10 février 2018        | 21:00                         | Vannes Ria futsal (R)         | 1-10                          | Nantes Métropole (D1)         |
| C                             | samedi 3 mars 2018            | 18h00                         | Avion Futsal (R)              | 5-4                           | Caen Guérinière Futsal (D2)   |
| C                             | jeudi 1er mars 2018           | 20h30                         | Roubaix FA (R)                | 5-6                           | AJM Faches-Thumesnil (D2)     |
| C                             | samedi 3 mars 2018            | 16h00                         | Diamant Futsal Évry (R)       | 2-3                           | Kremlin-Bicêtre (D1)          |
| C                             | samedi 3 mars 2018            | 16h00                         | Sport Cœur Marcouville (R)    | 4-7                           | Orchies Douai Futsal (D2)     |
| D                             | samedi 3 mars 2018            | 16:00                         | Espace Jeune Paris (R)        | 3-6                           | Stockfeld Futsal (R)          |
| D                             | samedi 3 mars 2018            | 16h00                         | Neuilly/Marne Futsal AC (R)   | 6-9                           | FCVN Clénay (D2)              |
| D                             | dimanche 4 mars 2018          | 16h00                         | US Joigny (3)                 | pénalité                      | Sporting Club de Paris (D1)   |
| D                             | samedi 3 mars 2018            | 18h30                         | SF Behren (R)                 | 6-10                          | Paris ACASA (D1)              |

### Tableau à partir des8esde finale
Le Futsal Saône Mont-d’Or (DH) réalise l’exploit des 8es de finale en éliminant Nantes Métropole (7-5), alors sixième de Division 1. Le club de Saint-Germain-au-Mont-d’Or est le plus petit qualifié pour les quarts de finale, en tant que dernier club de niveau régional. Le FCO Saint-Jean-de-la-Ruelle, autre formation de DH, est proche de réaliser la même performance, ne cédant qu’aux tirs au but (5-5 tab 2-3) face à Nantes C'West (D2). Orchies Douai, vainqueur 4-2 de Clénay FCVN (D2), est l’autre équipe de Division 2 présente en quarts. La logique est respectée dans les autres matches, avec les victoires des cinq autres clubs de D1 en lice.
Le club saônois réédite sa performance lors des quarts de finale et élimine le Sporting Club de Paris, quintuple vainqueur du trophée (4-3). Dans les autres rencontres, le champion de France en titre ASC Garges Djibson a besoin des prolongations pour se défaire d'Orchies Douai (7-5). Son dauphin, le Kremlin-Bicêtre, est vainqueur sur le parquet du Paris ACASA (7-4), ainsi que Toulon Élite Futsal largement face à Nantes C'West (6-0).
En demi-finale, le duel de D1 est difficile pour le Kremlin-Bicêtre United, pourtant à domicile, en tête de la D1 et vainqueur de la Coupe en 2014 et 2016, face à Toulon Élite Futsal, alors deuxième du championnat. Les deux équipes se séparent aux tirs au but en faveur des Franciliens (6-5). L'autre match voit le petit poucet FS Mont-d’Or (R1) perdre face à Garges Djibson (1-4).
|  | Huitièmes de finale samedi 24 mars 2018 | Huitièmes de finale samedi 24 mars 2018 |                           |         | Quarts de finale samedi 14 avril 2018 | Quarts de finale samedi 14 avril 2018 |  |  | Demi-finales samedi 28 avril 2018 - 16h | Demi-finales samedi 28 avril 2018 - 16h |  |  | Finale   | Finale   |
|  | Huitièmes de finale samedi 24 mars 2018 | Huitièmes de finale samedi 24 mars 2018 |                           |         | Quarts de finale samedi 14 avril 2018 | Quarts de finale samedi 14 avril 2018 |  |  | Demi-finales samedi 28 avril 2018 - 16h | Demi-finales samedi 28 avril 2018 - 16h |  |  | Finale   | Finale   |
|  |                                         |                                         |                           |         |                                       |                                       |  |  |                                         |                                         |  |  |          |          |
|  | 15h00                                   | 15h00                                   |                           |         | 16h00                                 | 16h00                                 |  |  |                                         |                                         |  |  | Nanterre | Nanterre |
|  | 15h00                                   | 15h00                                   |                           |         | 16h00                                 | 16h00                                 |  |  |                                         |                                         |  |  | Nanterre | Nanterre |
|  | FS Mont D'Or (R)                        | 7                                       |                           |         | 16h00                                 | 16h00                                 |  |  |                                         |                                         |  |  | Nanterre | Nanterre |
|  | FS Mont D'Or (R)                        | 7                                       |                           |         | 16h00                                 | 16h00                                 |  |  |                                         |                                         |  |  | Nanterre | Nanterre |
|  | Nantes Métropole (D1)                   | 5                                       |                           |         | 16h00                                 | 16h00                                 |  |  |                                         |                                         |  |  | Nanterre | Nanterre |
|  | Nantes Métropole (D1)                   | 5                                       | FS Mont D'Or              | 4       |                                       |                                       |  |  |                                         |                                         |  |  | Nanterre | Nanterre |
|  | 15h30                                   |                                         | FS Mont D'Or              | 4       |                                       |                                       |  |  |                                         |                                         |  |  | Nanterre | Nanterre |
|  | Sporting Paris                          | 3                                       |                           |         |                                       |                                       |  |  |                                         |                                         |  |  | Nanterre | Nanterre |
|  | Sporting Paris                          | 3                                       | Toulon Avenir Sportif (R) | 1       |                                       |                                       |  |  |                                         |                                         |  |  | Nanterre | Nanterre |
|  | 16h00                                   |                                         | Toulon Avenir Sportif (R) | 1       |                                       |                                       |  |  |                                         |                                         |  |  | Nanterre | Nanterre |
|  | Sporting Paris (D1)                     | 3                                       |                           |         |                                       |                                       |  |  |                                         |                                         |  |  | Nanterre | Nanterre |
|  | Sporting Paris (D1)                     | 3                                       | FS Mont D'Or              | 1 3     |                                       |                                       |  |  |                                         |                                         |  |  | Nanterre | Nanterre |
|  | 16h00                                   |                                         | FS Mont D'Or              | 1 3     |                                       |                                       |  |  |                                         |                                         |  |  | Nanterre | Nanterre |
|  | Garges Djibson                          | 4 p                                     |                           |         |                                       |                                       |  |  |                                         |                                         |  |  | Nanterre | Nanterre |
|  | Garges Djibson                          | 4 p                                     | Orchies Douai (D2)        | 4       |                                       |                                       |  |  |                                         |                                         |  |  | Nanterre | Nanterre |
|  |                                         |                                         | Orchies Douai (D2)        | 4       |                                       |                                       |  |  |                                         |                                         |  |  | Nanterre | Nanterre |
|  | FCVN Clénay (D2)                        | 2                                       |                           |         |                                       |                                       |  |  |                                         |                                         |  |  | Nanterre | Nanterre |
|  | FCVN Clénay (D2)                        | 2                                       | Orchies Douai             | 5       |                                       |                                       |  |  |                                         |                                         |  |  | Nanterre | Nanterre |
|  | 16h00                                   |                                         | Orchies Douai             | 5       |                                       |                                       |  |  |                                         |                                         |  |  | Nanterre | Nanterre |
|  | Garges Djibson                          | 7 a. p.                                 |                           |         |                                       |                                       |  |  |                                         |                                         |  |  | Nanterre | Nanterre |
|  | Garges Djibson                          | 7 a. p.                                 | Garges Djibson (D1)       | 9       |                                       |                                       |  |  |                                         |                                         |  |  | Nanterre | Nanterre |
|  | 18h00                                   |                                         | Garges Djibson (D1)       | 9       |                                       |                                       |  |  |                                         |                                         |  |  | Nanterre | Nanterre |
|  | Stockfeld Futsal (R)                    | 1                                       |                           |         |                                       |                                       |  |  |                                         |                                         |  |  | Nanterre | Nanterre |
|  | Stockfeld Futsal (R)                    | 1                                       | FS Mont D'Or              | 4       |                                       |                                       |  |  |                                         |                                         |  |  |          |          |
|  | 18h00                                   |                                         | FS Mont D'Or              | 4       |                                       |                                       |  |  |                                         |                                         |  |  |          |          |
|  |                                         | Kremlin-Bicêtre                         | 6                         |         |                                       |                                       |  |  |                                         |                                         |  |  |          |          |
|  | Avion Futsal (R)                        | Kremlin-Bicêtre                         | 6                         | 4       |                                       |                                       |  |  |                                         |                                         |  |  |          |          |
|  | Avion Futsal (R)                        |                                         |                           | 4       |                                       |                                       |  |  |                                         |                                         |  |  |          |          |
|  | Paris ACASA (D1)                        | 5                                       |                           |         |                                       |                                       |  |  |                                         |                                         |  |  |          |          |
|  | Paris ACASA (D1)                        | 5                                       | Paris ACASA               | 4       |                                       |                                       |  |  |                                         |                                         |  |  |          |          |
|  | 16h00                                   |                                         | Paris ACASA               | 4       |                                       |                                       |  |  |                                         |                                         |  |  |          |          |
|  | Kremlin-Bicêtre                         | 7                                       |                           |         |                                       |                                       |  |  |                                         |                                         |  |  |          |          |
|  | Kremlin-Bicêtre                         | 7                                       | Toulouse Métropole (R)    | 2       |                                       |                                       |  |  |                                         |                                         |  |  |          |          |
|  | 16h00                                   |                                         | Toulouse Métropole (R)    | 2       |                                       |                                       |  |  |                                         |                                         |  |  |          |          |
|  | Kremlin-Bicêtre (D1)                    | 4                                       |                           |         |                                       |                                       |  |  |                                         |                                         |  |  |          |          |
|  | Kremlin-Bicêtre (D1)                    | 4                                       | Kremlin-Bicêtre           | 3 tab 6 |                                       |                                       |  |  |                                         |                                         |  |  |          |          |
|  | 18h00                                   |                                         | Kremlin-Bicêtre           | 3 tab 6 |                                       |                                       |  |  |                                         |                                         |  |  |          |          |
|  | Toulon Élite Futsal                     | 3 tab 5                                 |                           |         |                                       |                                       |  |  |                                         |                                         |  |  |          |          |
|  | Toulon Élite Futsal                     | 3 tab 5                                 | Faches-Thumesnil (D2)     | 5       |                                       |                                       |  |  |                                         |                                         |  |  |          |          |
|  |                                         |                                         | Faches-Thumesnil (D2)     | 5       |                                       |                                       |  |  |                                         |                                         |  |  |          |          |
|  | Toulon Élite Futsal (D1)                | 9 a. p.                                 |                           |         |                                       |                                       |  |  |                                         |                                         |  |  |          |          |
|  | Toulon Élite Futsal (D1)                | 9 a. p.                                 | Toulon Élite Futsal       | 6       |                                       |                                       |  |  |                                         |                                         |  |  |          |          |
|  | 18h00                                   |                                         | Toulon Élite Futsal       | 6       |                                       |                                       |  |  |                                         |                                         |  |  |          |          |
|  | Nantes C West                           | 0                                       |                           |         |                                       |                                       |  |  |                                         |                                         |  |  |          |          |
|  | Nantes C West                           | 0                                       | FCO St-Jean-de-la-R. (R)  | 5 tab 2 |                                       |                                       |  |  |                                         |                                         |  |  |          |          |
|  |                                         |                                         | FCO St-Jean-de-la-R. (R)  | 5 tab 2 |                                       |                                       |  |  |                                         |                                         |  |  |          |          |
|  | Nantes C West (D2)                      | 5 tab 3                                 |                           |         |                                       |                                       |  |  |                                         |                                         |  |  |          |          |

### Finale
Lors de la finale au gymnase Maurice-Thorez du Palais des sports de Nanterre, le Futsal Saône Mont-d’Or ouvre le score mais encaisse ensuite quatre buts en moins de dix minutes de la part du Kremlin-Bicêtre futsal, donnant un avantage confortable au KBF à la mi-temps (1-4). Trois réalisations permettent au FSMD de recoller au score et de pousser le leader du championnat de D1 à la prolongation (4-4),.
Un jet franc, consécutif à six fautes cumulées rhôdaniennes, puis un penalty donnent leur troisième Coupe nationale aux Parisiens (4–6 a. p.), après leurs succès de 2014 et 2016.
| Titulaires :    |                   |  |
|                 |                   |  |
| 1               | Alban Valat       |  |
| 11              | Mathieu Collet    |  |
| 3               | Habib Derbal      |  |
| 8               | Jérémy Picard     |  |
| 4               | Filipe Neves      |  |
|                 |                   |  |
| Remplaçants :   |                   |  |
| 2               | Thomas Vouagner   |  |
| 9               | Wamba Ngela       |  |
| 5               | Tacinze Benchemam |  |
| 7               | Yannick Gaetan    |  |
| 12              | Antoine Raquin    |  |
| 10              | Meriton Saliou    |  |
|                 |                   |  |
| Entraîneur :    |                   |  |
| Alberto Arteaga |                   |  |

| Titulaires :  |                         |  |
|               |                         |  |
| 1             | Roberto Gozi            |  |
| 6             | David Rondon Fernandez  |  |
| 7             | Boulaye Ba              |  |
| 8             | Azdine Aigoun           |  |
| 19            | Adrien Gasmi            |  |
|               |                         |  |
| Remplaçants : |                         |  |
| 4             | Felipe de Souza Franco  |  |
| 5             | Pablo Palomares Andrare |  |
| 9             | Chimel Vita             |  |
| 10            | Youba Soumaré           |  |
| 11            | Mbaré Dhee              |  |
| 12            | Sébastien Klopp         |  |
|               |                         |  |
| Entraîneur :  |                         |  |
| Johann Legeay |                         |  |

| Titulaires :    |                   |  |
|                 |                   |  |
| 1               | Alban Valat       |  |
| 11              | Mathieu Collet    |  |
| 3               | Habib Derbal      |  |
| 8               | Jérémy Picard     |  |
| 4               | Filipe Neves      |  |
|                 |                   |  |
| Remplaçants :   |                   |  |
| 2               | Thomas Vouagner   |  |
| 9               | Wamba Ngela       |  |
| 5               | Tacinze Benchemam |  |
| 7               | Yannick Gaetan    |  |
| 12              | Antoine Raquin    |  |
| 10              | Meriton Saliou    |  |
|                 |                   |  |
| Entraîneur :    |                   |  |
| Alberto Arteaga |                   |  |

| Titulaires :  |                         |  |
|               |                         |  |
| 1             | Roberto Gozi            |  |
| 6             | David Rondon Fernandez  |  |
| 7             | Boulaye Ba              |  |
| 8             | Azdine Aigoun           |  |
| 19            | Adrien Gasmi            |  |
|               |                         |  |
| Remplaçants : |                         |  |
| 4             | Felipe de Souza Franco  |  |
| 5             | Pablo Palomares Andrare |  |
| 9             | Chimel Vita             |  |
| 10            | Youba Soumaré           |  |
| 11            | Mbaré Dhee              |  |
| 12            | Sébastien Klopp         |  |
|               |                         |  |
| Entraîneur :  |                         |  |
| Johann Legeay |                         |  |

## Synthèse

### Nombre d'équipes par division et par tour
| Divisions \ Manches | 32es de finale | 16es de finale | 8es de finale | Quarts de finale | Demi-finales  | Finale        | Vainqueur     |
| ------------------- | -------------- | -------------- | ------------- | ---------------- | ------------- | ------------- | ------------- |
| Division 1 (D1)     | 13             | 7              | 6             | 5                | 3             | 1             | 1             |
| Division 2 (D2)     | 14             | 8              | 4             | 2                | aucune équipe | aucune équipe | aucune équipe |
| Régional (R)        | 30             | 15             | 6             | 1                | 1             | 1             | -             |
| Départemental (d)   | 7              | 2              | aucune équipe | aucune équipe    | aucune équipe | aucune équipe | aucune équipe |
| Total               | 64             | 32             | 16            | 8                | 4             | 2             | 1             |

### Parcours des clubs de D1 et D2
Les treize clubs de Division 1 entrent dans la compétition en 32es de finale. Les dix-neuf équipes de D2 le font au tour précédent, les finales régionales.
| Clubs                    | Tour atteint     |
| ------------------------ | ---------------- |
| Clénay FCVN              | 8es de finale    |
| Plaisance All-Stars      | 16es de finale   |
| Beaucaire Futsal         | 16es de finale   |
| Kingersheim Futsal       | 32es de finale   |
| AS Minguettes Vénissieux | 32es de finale   |
| Reims Métropole          | 32es de finale   |
| Paris Métropole          | Finale régionale |
| Pfastatt Futsal          | Finale régionale |
| Neuhof Futsal            | Finale régionale |

| Clubs                  | Tour atteint     |
| ---------------------- | ---------------- |
| Nantes C'West          | Quarts de finale |
| Orchies Douai          | Quarts de finale |
| AJM Faches-Thumesnil   | 8es de finale    |
| Caen Guérinière Futsal | 16es de finale   |
| ACCES FC T             | 16es de finale   |
| USJ Furiani            | 32es de finale   |
| Étoile lavalloise      | 32es de finale   |
| Hérouville Futsal      | 32es de finale   |
| Bagneux Futsal         | Finale régionale |
| Champs Futsal Club     | Finale régionale |

| Clubs                           | Tour atteint     |
| ------------------------------- | ---------------- |
| Kremlin-Bicêtre United          | Vainqueur        |
| Toulon ÉF                       | Demi-finales     |
| Garges Djibson ASC              | Demi-finales     |
| Sporting Club de Paris          | Quarts de finale |
| Paris ACASA                     | Quarts de finale |
| Nantes Métropole Futsal         | 8es de finale    |
| UJS Toulouse                    | 16es de finale   |
| Béthune Futsal Club             | 32es de finale   |
| Bruguières SC                   | 32es de finale   |
| Montpellier Méditerranée Futsal | 32es de finale   |
| Bastia Agglo Futsal             | 32es de finale   |
| Picasso Échirolles              | 32es de finale   |
| Roubaix AFS                     | 32es de finale   |

### Clubs nationaux éliminés par des clubs de niveau inférieurs
| Club national                 | Adversaire                   | Score     | Tour             |
| ----------------------------- | ---------------------------- | --------- | ---------------- |
| Montpellier Méditerranée (D1) | Beaucaire Futsal (D2)        | 5-2       | 32es de finale   |
| Bastia Agglo Futsal (D1)      | Caen Guérinière Futsal (D2)  | 4-2       | 32es de finale   |
| Roubaix AFS (D1)              | Roubaix FA (R)               | 8-6       | 32es de finale   |
| Béthunes Futsal (D1)          | FCO St-Jean-de-la-Ruelle (R) | 8-7       | 32es de finale   |
| FC Picasso (D1)               | FCVN Clénay (D2)             | 8-4       | 32es de finale   |
| Plaisance All Stars (D2)      | Toulouse Métropole (R)       | 4-3       | 16es de finale   |
| UJS Toulouse (D1)             | Toulon Avenir Sportif (R)    | 4-1       | 16es de finale   |
| Reims Métropole (D2)          | Avion Futsal (R)             | 7-4       | 32es de finale   |
| Caen Guérinière Futsal (D2)   | Avion Futsal (R)             | 5-4       | 16es de finale   |
| Beaucaire Futsal (D2)         | FS Mont D'Or (R)             | 7-6 a. p. | 16es de finale   |
| Nantes Métropole (D1)         | FS Mont D'Or (R)             | 7-5       | 8es de finale    |
| Sporting Paris (D1)           | FS Mont D'Or (R)             | 4-3       | Quarts de finale |